# Flexiseps
Flexiseps is een geslacht van hagedissen uit de familie skinken (Scincidae).

## Naam en indeling
De wetenschappelijke naam van de groep werd voor het eerst voorgesteld door Chatrou, Erens, Aurélien, Glaw & Vences
Er zijn vijftien soorten, veel soorten behoorden eerder tot andere geslachten, zoals het niet meer erkende geslacht Sepsina, en werden later tot de geslachten Scelotes en Amphiglossus gerekend. In de literatuur wordt hierdoor vaak de verouderde wetenschappelijke naam gebruikt. De meest recent beschreven soort is Flexiseps meva uit 2011.
Het geslacht Flexiseps is samen met het geslacht Brachyseps afgesplitst van het geslacht Amphiglossus op basis van nieuwe inzichten. De mate waarin het lichaam van de hagedissen is uitgerekt speelt hierin een belangrijke rol.

## Verspreiding en habitat
Alle soorten komen voor in delen van oostelijk Afrika en leven endemisch op het eiland Madagaskar. De verschillende soorten komen voor in verschillende delen van het eiland. Flexiseps decaryi bijvoorbeeld komt alleen voor langs de kust van het extreem zuidoostelijke deel van het eiland en de skink Flexiseps elongatus is alleen in het uiterste noordoosten te vinden.
De habitat bestaat uit begroeide gebieden met een losse bodem. Veel soorten graven zich in in de bodem.

## Beschermingsstatus
Door de internationale natuurbeschermingsorganisatie IUCN is aan twaalf soorten een beschermingsstatus toegewezen. Zes soorten worden als 'veilig' (Least Concern of LC) beschouwd, vier soorten als 'onzeker' (Data Deficient of DD) en aan drie soorten is de status 'kwetsbaar' (Vulnerable of VU) toegekend. De soort Flexiseps decaryi ten slotte staat te boek als 'bedreigd' (Endangered of EN). Menselijke activiteiten zijn een belangrijke bedreiging voor deze soort, zoals ontbossing en mijnbouw van het mineraal ilmeniet.

## Soorten
Het geslacht omvat de volgende soorten, met de auteur en het verspreidingsgebied.
| Naam                      | Auteur                                                       | Verspreidingsgebied                        |
| ------------------------- | ------------------------------------------------------------ | ------------------------------------------ |
| Flexiseps alluaudi        | Brygoo, 1981                                                 | Madagaskar                                 |
| Flexiseps andranovahensis | Angel, 1933                                                  | Madagaskar                                 |
| Flexiseps ardouini        | Mocquard, 1897                                               | Noordelijk Madagaskar                      |
| Flexiseps crenni          | Mocquard, 1906                                               | Madagaskar                                 |
| Flexiseps decaryi         | Angel, 1930                                                  | Zuidoostelijk Madagaskar                   |
| Flexiseps elongatus       | Angel, 1933                                                  | Noordelijk Madagaskar                      |
| Flexiseps johannae        | Günther, 1880                                                | Anjouan, Mayotte                           |
| Flexiseps mandokava       | Raxworthy & Nussbaum, 1993                                   | Madagaskar                                 |
| Flexiseps melanurus       | Günther, 1877                                                | Zuidelijk en centraal-oostelijk Madagaskar |
| Flexiseps meva            | Miralles, Raselimanana, Rakotomalala, Vences & Vieites, 2011 | Noordoostelijk Madagaskar                  |
| Flexiseps ornaticeps      | Boulenger, 1896                                              | Zuidwestelijk Madagaskar                   |
| Flexiseps stylus          | Andreone & Greer, 2002                                       | Noordoostelijk Madagaskar                  |
| Flexiseps tanysoma        | Andreone & Greer, 2002                                       | Noordoostelijk Madagaskar                  |
| Flexiseps tsaratananensis | Brygoo, 1981                                                 | Madagaskar                                 |
| Flexiseps valhallae       | Boulenger, 1909                                              | Glorieuzen                                 |